# لينارت برجلاند
لينارت برجلاند هو لاعب هوكي الجليد سويدي، ولد في 9 سبتمبر 1936.

## وصلات خارجية
- لينارت برجلاند على موقع EliteProspects.com (الإنجليزية)